# Ароматерапия
Ароматерапията е дял от алтернативната медицина, който използва естествените аромати на растенията за облекчение и/или лечение на различни болестни състояния. Натуралните масла могат да се извличат от различни части на растенията като цветове, листа, корени, стъбла, кора.

## История
Използването на етерични масла за терапевтични, духовни, хигиенни и ритуални цели датира от редица древни цивилизации, включително и от китайските, индийските, египетските, гръцките и римските, които ги използвали в козметиката, като парфюми и лекарства.
Лечебните свойства на растителните масла са описани от Диоскорид в неговата книга De Materia Medica, написана през 1 век. Дестилирани етерични масла били използвани като лекарства след изобретяването на дестилацията като процес през 11 век, когато Авицена изолирал етерични масла, използвайки парна дестилация.
Около 1907 г. концепцията за ароматерапия била за първи път повдигната от малък брой европейски учени и лекари. През 1937 г. думата първо се появява в печатното издание във френска книга, посветена по този въпрос: Aromathérapie: Les Huiles Essentielles, Hormones Végétales от Рене Маурис Гатефос. Английския вариант на книгата е публикуван през 1933. През 1928 г. получава изгаряния по лицето и ръцете след експлозия в лабораторията, в която работи. Той започва да лекува раните си с лавандулово масло. След като проучва мощното лечебно действие на това растение, той обръща внимание и на действието на други етерични масла върху човешкия организъм.
Френският хирург Жан Валне е пионер в лекарствената употреба на етерични масла, които той използва като антисептици в лечението на ранени войници по време на Втората световна война.

## Състав
В растенията, освен етерични масла, се съдържа и голямо количество от различни неорганични соли, въглехидрати, белтъци, антрахинони, флавоноиди, сапонини, алкалоиди и гликозиди. За да се намерят причините за лечебното действие на повечето ароматни растения, учените проучват обстойно и съставът на много масла, съдържащи се в тях, а именно метилсалицилат, евгенол, бизаболол, ментол, фенилетанол, тимол, линалол, линалацетат и др.

## Приложение
Етеричните масла намират широко приложение за профилактика на различни заболявания. Доказана е стимулиращата функция, която оказват на мозъка – те повишават когнитивните функции и подобряват настроението. Ароматерапията се прилага още за лечение на скованост в мускулите, кожни раздразнения, главоболие, проблеми със сексуалната функция, нарушения в съня, стрес, страхови състояния, депресия и други нервни разстройства.
Етеричните масла притежават доказани противобактериални и противовирусни заболявания и затова употребата им е препоръчителна при лечение на различни инфекциозни заболявания, предавани по въздушно-капков път. Някои от маслата дори са способни да понижат количеството на Micrococcus luteus до 82%, Pseudomonas aeruginosa до 96% и на Staphylococcus aureus до 44%.

## Ароматограми
Те са аналогични на класическите антибиограми, използвани в микробиологията. Върху ароматограмите се посяват определен бактериален вид или гъба, като в петрито се добавя определено етерично масло. След няколко денонощия се установява, че растеж и образуване на колонии в средата не настъпва. Феноменът се обяснява с антибактериалните и антимикотичните свойства на веществата, използвани в ароматерапията.

## Начини на приложение
Действието на маслата се обяснява с носната лигавица, която участва в обонянието на човек чрез изпращане на нервни импулси до лимбичната система, където се обработва информацията, получена от лигавицата на носа чрез обонятелните нерви. Тъй като всеки човек има различно обоняние и различни представи за възприетия мирис, ароматерапията също действа индивидуално на различните хора.
Етеричните масла могат да се въвеждат в организма чрез различни начини. Най-разпространените сред тях са:
- Масаж на тялото

Етеричните масла биват втривани върху кожата чрез масажни движения. Чрез този метод те бързо попадат в кръвоносната система и оказват цялостно благоприятно действие върху функциите на организма. Специално създадени са масла, предназначени за локално приложение върху участъци, засегнати от стрии, целулит, както и при затлъстяване.
- Инхалиране

Инхалирането, или вдишването, е друг начин на въвеждане на маслата в организма. Това се осъществява чрез горните дихателни пътища и се прилага в случаите, в които маслата се намират в летливо състояние. Подходящо е при различни инфекциозни заболявания, предавани по въздушно-капков път като грип, а също така и при ларингит, бронхит, фарингит.
- Маска за коса

Този метод на приложение на етеричните масла се използва преди всичко за разкрасителни процедури. Маслото се втрива във върховете на косата при чест цъфтеж или в нейните корени чрез нежни масажни движения, когато тя е изтощена, без блясък и обем, омазнена, изсушена или при различни проблеми със скалпа.
- Балсам за лице

Маслата от арган, лавандула, роза, салвия и други растения се използват за хидратиране, подхранване, подмладяване, освежаване и подобряване на еластичността на кожата на лицето. Могат да се нанасят по 3 – 4 и повече пъти в денонощието. Освен за разкрасяване, маслата могат да се прилагат и при лечение на различни кожни проблеми като екзема, брадавици, белези, рани, обриви, синини.
- Масаж на ходила

Маслата се прилагат при хронична умора на крайниците, образуване на отоци в тях или наличие на разширени вени. Те подобряват периферното кръвообращение в ходилата и облекчават болката. Доказан е и техния дезодориращ ефект, поради което се използват масово за премахване на неприятния мирис от крайниците.
- Масаж в областта на слепоочието

Прилага се за лечение на депресия, стрес, апатия, отпадналост и изтощение.
- Ароматни вани

Разтворени във вана, етеричните масла проникват през кожата и достигат до кръвообращението и лимфата. Те подобряват функционалното състояние на системите в организма, повишават вътреклетъчния метаболизъм и стимулират устойчивостта към вредни влияния на околната среда. Инхалираните ароматни изпарения благоприятстват функцията на централната нервна система и имат психотерапевтичен ефект.